# Hérouvillette
Hérouvillette (e.ʁu.vi.lɛtⓘ) es una población y comuna francesa, situada en la región de Baja Normandía, departamento de Calvados, en el distrito de Caen y cantón de Cabourg.

## Demografía
| 606 | 810 | 806 | 765 | 1190 | 1119 |
| Para los censos de 1962 a 1999 la población legal corresponde a la población sin duplicidades (Fuente: INSEE [Consultar]) |     |     |     |      |      |